# باب‌اسفنجی شلوارمکعبی: شهر گمشده
باب اسفنجی شلوارنتیس(به انگلیسی:SpongeBob's Atlantis SquarePantis)(در ایران با نام گمشده شناخته می شود)یک بازی ویدیویی در سال ۲۰۰۷ است که بر اساس مجموعه تلویزیونی انیمیشن باب اسفنجی شلوار مکعبی و به ویژه فیلم تلویزیونی شهر گمشده است. نسخه‌های وی و پلی استیشن ۲ (PS2) توسط بلیتز گیمز ساخته شده‌است. نسخه‌های نینتندو دی اس و گیم بوی ادونس (GBA) توسط آلترون ساخته شده‌است.

## طرح
(ابتدای این طرح در نسخه نینتندو دی اس بازی ارائه نشده‌است، فقط فلش بک آن است) بازی با فرار باب اسفنجی و دوستانش از آتلانتیس آغاز می‌شود. در همین حال، پلانکتون با تانکی که "قرض گرفته" در اطراف آتلانتیس غوغا می‌کند تا اینکه با باب اسفنجی و دوستانش روبرو شود. باب اسفنجی و پاتریک شروع به یادآوری می‌کنند که چگونه به این وضعیت آشفته وارد شده‌اند. آنها شروع به بازگشت به عقب کردند که با حباب بازی آنها شروع می‌شود تا اینکه در حباب بزرگی گیر می‌کنند که آنها را به غار می‌برد. این دو نفر از طریق غار عبور می‌کنند و از دزدان دریایی ارواح در حالی که به دنبال نردبان برای جستجوی عمیق‌تر هستند، دوری می‌کنند، جایی که نیمه گمشده طلسم آتلانتیس را پیدا می‌کنند (پاتریک فکر می‌کند به دلیل وجود کلمه "antis" در آن مربوط به اجداد باب اسفنجی است). آنها آن را به موزه بیکینی باتم می‌برند تا ببینند این چیست، از نمایشگاه‌ها عکس می‌گیرند و گردشگران را جمع می‌کنند و امنیت را از بین می‌برند. اختاپوس ، سندی و آقای خرچنگ هنگام قدم زدن در موزه، به آنها برچسب می‌زنند. اختاپوس دو نیمه نقشه را به هم متصل می‌کند و مسیر آتلانتیس مشخص می‌شود: مسیر یک اتوبوس پرنده است. اتوبوس با آهنگ ساخته می‌شود و گروه شروع به آواز خواندن می‌کنند تا به آتلانتیس بروند که در آن اتوبوس در طول مسیر سقوط می‌کند، و آنها را مجبور می‌کند تا با اتوبوس به اطراف آتلانتیس بروند تا قطعات اتوبوس و کیت ابزار را برای تعمیر اتوبوس پیدا کنند.
پس از تعمیر اتوبوس و رسیدن به آتلانتیس، گروه مورد استقبال لرد سلطنتی (یا LRH) قرار می‌گیرند. LRH به آنها گشتی در کاخ آتلانتیس می‌زند که در آن مجبور بودند از تله‌هایی که به دلایلی در اطراف آتلانتیس برپا شده بودند جلوگیری کنند. آقای خرچنگ با کمک سندی و اسلحه حباب دار خود شروع به جمع‌آوری گنجی می‌کند که با خود می‌برد. اختاپوس برای هنرمندان حاضر در استودیوی هنری ژست می‌گیرد. بدون اطلاع آنها، پلانکتون در راه اتوبوس آتلانتیس پنهان شد. او قصد دارد با استفاده از سلاح‌های آتلانتیس، پیشرفته‌ترین سلاح در تمام دوران‌ها، باب اسفنجی و دوستانش را نابود کند و جهان را تصاحب کند. پس از پیاده شدن از اتوبوس، او دزدکی به اطراف آتلانتیس می‌رود و راهی اتاق اسلحه می‌شود.
پاتریک در حالی که از جاذبه‌ها عکس می‌گرفت (همچنین باعث کاهش گردشگران و نگهبانان آتلانتیس می‌شود)، به‌طور تصادفی قدیمی‌ترین حباب زنده را از بین می‌برد و واقعیت را به LRH می‌گوید، که حباب واقعی را به آنها نشان می‌دهد. اختاپوس به آنها یادآوری می‌کند که حبابی که پاتریک از بین برد، یک حمایت از گردشگران بود. پاتریک دوباره به‌طور تصادفی LRH واقعی و عصبانی را نشان داد. سپس گروه باید از نیروهای آتلانتیس فرار کنند، همه در حالی که به دنبال کلیپ‌های کاغذی برای باز کردن قفل درب‌ها می‌گردند. بعداً، سندی از اختاپوس به عنوان اسلحه برای سرنگونی سربازان استفاده می‌کند. پلانکتون دقیقاً مانند ابتدا در تانک خود در سطح شهر غوغا می‌کند و به مقابله با باند می‌پردازد و به فلاش بک این دو به پایان می‌رسد که چگونه به اینجا رسیده‌اند. او سلاح خود را شلیک می‌کند، اما از دیدن شلیک بستنی شگفت زده می‌شود. LRH پلانکتون را تسخیر می‌کند، معتقد است که او یک لکه گوی است و او را به عنوان جایگزینی برای حباب اخیراً از بین رفته و جایگزینی برای گنجینه ملی آتلانتیس نشان می‌دهد. سپس به یکی از سربازانش دستور می‌دهد که حرز را دور بریزند تا مشکلی نتواند برگردد. سرباز از طریق آتلانتیس به سطل زباله راه می‌یابد و آن را به داخل پرتاب می‌کند. سپس باند به خانه برگشت و به سمت بیکینی باتم سوار اتوبوس شد.

## گیم پلی
شخصیت‌های اصلی (باب اسفنجی، پاتریک، سندی، اختاپوس، آقای خرچنگ و پلانکتون) توانایی‌های متفاوتی دارند، غالباً، این توانایی‌ها به طریقی یا دیگری به آنها مربوط می‌شوند. باب اسفنجی می‌تواند با استفاده از کاردک خود چیزها را دور بزند و دروازه‌ها را باز کند. پاتریک می‌تواند شخصیت‌های دیگر یا لنگر را بلند کند و آنها را به سکو دیگری پرتاب کند و سپس او را از آن طرف بکشاند. از طرف دیگر، اختاپوس از شاخک‌های پای خود استفاده می‌کند تا از فرش‌های در حال حرکت عبور کند و روی تردمیل‌ها برای شکستن درهای باز یا خازنه استفاده کند. آقای خرچنگ از جیب‌های خود استفاده می‌کند تا با جذب پول، او را به سمت پول جذب کند و گاهی مسیر را روشن کند. او همچنین می‌تواند با جلب توجه به پولهای مختلف از طریق سیستم عامل‌ها عبور کند. سندی با گرفتن دسته‌های پل و باز کردن پل‌ها با کشیدن لاسو، از لاسو خود برای عبور از شکاف‌ها استفاده می‌کند. او همچنین می‌تواند چیزها یا شخصیت‌های دیگر را بدست آورد. پلانکتون هیچ حرکت خاصی ندارد و فقط مانند بعضی از ماموریت‌ها می‌توان آن را بازی کرد.

## بازخورد
| گردآورنده  | امتیاز | امتیاز        | امتیاز      | امتیاز |
| گردآورنده  | دی‌اس   | گیم بوی ادونس | پلی‌استیشن ۲ | وی     |
| ---------- | ------ | ------------- | ----------- | ------ |
| گیم‌رنکینگز | ۶۶٪    | ۷۲٪           | ۶۰٪         | ۶۲٪    |
| متاکریتیک  | ۶۴/۱۰۰ |               |             |        |

| ناشر   | امتیاز | امتیاز        | امتیاز      | امتیاز |
| ناشر   | دی‌اس   | گیم بوی ادونس | پلی‌استیشن ۲ | وی     |
| ------ | ------ | ------------- | ----------- | ------ |
| گیم‌زون | ۸٫۳/۱۰ | ۶٫۹/۱۰        | ۵/۱۰        | ۵/۱۰   |
| آی‌جی‌ان | ۶/۱۰   |               | ۵٫۱/۱۰      | ۵٫۳/۱۰ |

طبق گفته متاکریتیک، نسخه نینتندو دی اس «بررسی‌های مختلط یا متوسط» را دریافت کرده‌است. در گیم رنکینگز، نسخه‌های پلی استیشن ۲، وی، نینتندو دی اس و گیم بوی ادونس از شهرگمشده دارای امتیازات ۶۰٪، ۶۲٪، ۶۶٪، و ۷۲٪، هستند. آی جی ان در نسخه دی اس با عنوان «باب اسفنجی در واقع موفق شد خسته کننده باشد» عنوان شد. به همین ترتیب، بیشترین جنبه‌های مورد انتقاد همه نسخه‌ها ، کنترل دوربین پیچیده، هوش مصنوعی کم رنگ و روش آزار دهنده ای برای بازگشت به ابتدای سطح برای تغییر کاراکترها بود. همچنین برای گیمرهای قدیمی «خیلی کوتاه» و «خیلی آسان» نامیده می‌شد. بررسی آی جی ان از نسخه وی بازی را «درجه دو»، «شلخته»، «خسته کننده» و «واقعاً کسل کننده» نامید. این گرافیک‌ها به دلیل «کثیف» بودن مورد انتقاد قرار گرفتند. نسخه پلی استیشن ۲ به همین دلایل مورد انتقاد قرار گرفت اما امتیاز کمی کمتری به آن داده شد، زیرا آی جی ان نوشت که وی ریموت ادویه بازی‌های تیراندازی را کنترل می‌کند.